# ریزموش پاپشمالو
ریزموش پاپشمالو (نام علمی: Sminthopsis hirtipes) نام یک گونه از سرده ریزموش‌ها است.